# Venetie
Cet article concerne la ville en Alaska. Pour la région administrative italienne, voir Vénétie. Pour les autres significations, voir Vénétie (homonymie).
Venetie est une localité d'Alaska aux États-Unis, faisant partie de la région de recensement de Yukon-Koyukuk.
Venetie a été fondée en 1895 par un homme appelé Old Robert, qui s'installa dans ce lieu à cause de sa richesse en poisson et en gibier. En 1899, 50 indigènes y vivaient, le long de la rivière Chandalar. Ils n'y restaient que l'hiver, l'été étant consacré à la chasse dans toute la région, ils se déplaçaient à la poursuite du gibier.
La ruée vers l'or, en 1906-1907 vit arriver de nombreux prospecteurs, qui firent augmenter la population. la réserve indienne fut établie en 1943, en accord avec Arctic Village, pour protéger les ressources locales. Une école fut créée, encourageant d'autres familles à rejoindre la localité. Le territoire est géré, depuis 1971, par le gouvernement tribal de Venetie.

## Démographie
| 1940 | 1950 | 1960 | 1970 | 1980 | 1990 |
| ---- | ---- | ---- | ---- | ---- | ---- |
| 86   | 81   | 107  | 112  | 132  | 182  |

| 2000 | 2010 | - | - | - | - |
| ---- | ---- | - | - | - | - |
| 202  | 166  | - | - | - | - |